# Hans-Günther Pergande
Hans-Günther Pergande (* 24. Juli 1912 in Berlin; † 28. Dezember 1988 in Bonn) war ein deutscher Jurist und Ministerialbeamter.

## Leben
Als Sohn eines Postinspektors geboren, besuchte Pergande das Königstädtische Gymnasium in Berlin und studierte ab 1931 Rechts- und Staatswissenschaften in Berlin. Während seines Studiums wurde er 1931 Mitglied der Burschenschaft Neogermania Berlin. Zum 1. Mai 1933 trat er der NSDAP bei (Mitgliedsnummer 2.589.898). 1934 machte er sein Erstes Juristisches Examen, ging als Referendar ans Kammergericht Berlin, wurde 1936 in Berlin zum Dr. iur. promoviert und legte 1937 sein Zweites Examen ab.
Nach seinem Studium arbeitete er ab 1937 im Reichsarbeitsministerium, 1945 als Regierungsrat. Im Zweiten Weltkrieg war er bei der Luftnachrichtentruppe und bei der Organisation Todt. Er kam in französische Kriegsgefangenschaft.
1947 ging er ans Sozialministerium in Schleswig-Holstein, wechselte 1949 als Oberregierungsrat ans Bundeswohnungsbauministerium nach Bonn, wo er 1951 Ministerialrat und 1960 Ministerialdirigent wurde. 1970 wurde er Assistent und Wissenschaftlicher Mitarbeiter der CDU/CSU-Bundestagsfraktion. Er war Gründer und Mitherausgeber der Loseblattsammlung "Wohnungsbaurecht".

## Ehrungen
- 1976: Großes Bundesverdienstkreuz (für sein Engagement für den Wohnungs- und Städtebau in der Bundesrepublik)

## Veröffentlichungen (Auswahl)
- Bergarbeiterwohnungsbaugesetz. (= Wohnungswirtschaftliche Reihe. Band 3.) Hamburg 1952.
- Baulandbeschaffungsgesetz. (= Handbücherei des Wohnungs- und Siedlungswesens. Band 35.) Köln-Braunsfeld 1954.
- Wohngeldgesetz: Kommentar. München ab 1965.
- Mieterhöhungen, Wohngeld, Kündigungsrecht. Ein Leitfaden zum neuen Mietrecht in weißen und schwarzen Kreisen mit vielen Beispielen und Musterbriefen. Bonn 1968.